# تولغای ارسلان
تولغای ارسلان (به ترکی:Tolgay Arslan) زاده ۱۶ اوت ۱۹۹۰، پادربورن، بازیکن فوتبال ترک تبار اهل آلمان است. وی از ترک‌های آلمان می‌باشد و سابقه بازی برای تیم‌های پایه آلمان و ترکیه را در کارنامه خود دارد.